# Rhabdomantis galatia
Rhabdomantis galatia es una especie de mariposa de la familia de los hespéridos.

## Distribución
Parphorus granta tiene una distribución restringida a la región Neotropical y ha sido reportada en Panamá.

Plantas hospederas
No se conocen las plantas hospederas de R. galatia.